# آندری نززون
آندری نززون (به انگلیسی: Andrei Nezezon) ژیمناست زادهٔ 1975 میلادی اهل کشور رومانی است.